# Haarige Großaugenfledermaus

Skizze des Verbreitungsgebiets, südlich des Äquators erreicht die Art nicht den Atlantik

Die Haarige Großaugenfledermaus (Chiroderma villosum) ist ein in Mittel- und Südamerika verbreitetes Fledertier in der Unterfamilie der Fruchtvampire. Die taxonomische Einordnung der Unterarten könnte sich im Zusammenhang mit zukünftigen Studien ändern.

## Unterarten und Verbreitung
Das Handbook of the Mammals of the World und das Werk Mammal Species of the World unterscheiden folgende Unterarten.
- Chiroderma villosum villosum, lebt östlich der Anden von Kolumbien, Ecuador und Peru bis ins nördliche Bolivien, nach Trinidad und Tobago und zum Bundesstaat Paraná in Brasilien.
- Chiroderma villosum jesupi, kommt vom südlichen Mexiko über Mittelamerika, das westliche Kolumbien und das westliche Ecuador bis ins nordwestliche Peru vor.

## Merkmale
Mit einer Kopf-Rumpf-Länge von 58 bis 79 mm, einer Unterarmlänge von 41 bis 51 mm und einem Gewicht von 17 bis 30 g ist diese schwanzlose Art einer der größeren Gattungsvertreter. Sie hat 10 bis 16 mm lange Hinterfüße und 16 bis 20 mm lange Ohren. Grundsätzlich sind die Haare der Oberseite dunkelbraun an der Wurzel, gelbbraun in der Mitte und mittel- bis hellbraun an den Spitzen. So ergibt sich eine mehr oder weniger hellbraune Fellfarbe. Manche Exemplare haben einen hellen Aalstrich auf dem Rücken. Die hellen Streifen im Gesicht über und unter den Augen können teilweise fehlen. Typisch sind Ohren mit gelber Basis und gelber Innenseite sowie mit braunen Kanten. Die Haarige Großaugenfledermaus hat ein braunes Nasenblatt mit einer kleinen Kerbe an der Oberseite. Weitere Kennzeichen sind eine graue Unterseite, schwarze Flügel mit einer durchscheinenden Stelle und eine behaarte Schwanzflughaut. Auch auf Teilen der Unterarme sind Haare vorhanden.
Im Gebiss können die oberen inneren Schneidezähne gerade sein oder sie berühren sich an den Spitzen. Zwischen dem dritten und vierten oberen Prämolar befindet sich eine Lücke. Der diploide Chromosomensatz enthält 26 Chromosomen (2n=26).

## Lebensweise
Dieser Fruchtvampir lebt im Flach- und Hügelland bis 600 Meter Höhe. Die Art bewohnt feuchte Bereiche von Wäldern, die Feuchtsavanne Cerrado, gut bewässerte Bereiche der Dornenstrauchsavanne Caatinga und Plantagen. Verglichen mit der Brasilianischen Großaugenfledermaus ist sie seltener in von Menschen bewohnten Gebieten. Die Exemplare ruhen am Tage in Baumhöhlen und selten in wenig genutzten Gebäuden. Die Nahrungssuche beginnt innerhalb der ersten Stunde nach dem Sonnenuntergang und reicht bis kurz nach Mitternacht. Die Haarige Großaugenfledermaus fliegt selten dicht über dem Grund und wurde zur Untersuchung häufiger mit Japannetzen gefangen, die sich in 3 bis 12 Meter Höhe oder in den Baumkronen befanden.
Diese Fledermaus nutzt die Echoortung und hat einen etwa 1,4 Millisekunden langen Ruf, dessen intensivste Stärke bei 92 kHz erreicht wird. Sie ist vorwiegend auf Früchte und Samen von Feigen spezialisiert. Weiterhin zählen Blüten von Ameisenbäumen zur Nahrung. Die Exemplare trinken mineralienreiches Wasser aus Tümpeln. Soweit bekannt, findet die Geburt des einzigen Jungtieres pro Wurf zu Beginn der beiden Regenzeiten pro Jahr statt.

## Gefährdung
Gebietsweise wirken sich Landschaftsveränderungen negativ aus. Die IUCN schätzt die Gesamtpopulation als stabil ein und listet die Art als nicht gefährdet (least concern).